# 6. People’s Choice Awards-gála
A 6. People’s Choice Awards-gála az 1979-es év legjobb filmes, televíziós és zenés alakításait értékelte. A díjátadót 1980. január 24-én tartották a kaliforniai Hollywood Palladiumban, a műsor házigazdái Mariette Hartley és Bert Parks voltak. A ceremóniát a CBS televízióadó közvetítette.

## Győztesek és jelöltek
Forrás:

### Film
| Az év filmje            | Az év ifjú női filmsztárja |
| ----------------------- | -------------------------- |
| Rocky II.               | Kristy McNichol            |
| Az év férfi filmsztárja | Az év női filmsztárja      |
| Burt Reynolds           | Jane Fonda                 |

### Televízió
| Az év férfi tévés sztárja            | Az év női tévés sztárja            |
| ------------------------------------ | ---------------------------------- |
| Alan Alda                            | Carol Burnett                      |
| Az év visszatérő férfi tévés sztárja | Az év visszatérő női tévés sztárja |
| Alan Alda                            | Carol Burnett                      |
| Az év vígjátéka                      | Az év drámaműsora                  |
| MASH                                 | Dallas                             |
| Az év új drámaműsora                 | Az év ifjú tévés sztárja           |
| Hart to Hart                         | Gary Coleman                       |
| Az év férfi előadója új tévéműsorban | Az év női előadója új tévéműsorban |
| Robert Wagner                        | Stefanie Powers                    |

### Zene
| Az év dala    | Az év filmes dala                                       |
| ------------- | ------------------------------------------------------- |
| Styx - "Babe" | Barbra Streisand - "The Main Event/Fight" (A nagy szám) |

## Fordítás
- Ez a szócikk részben vagy egészben  a(z)   6th People's Choice Awards című angol Wikipédia-szócikk fordításán alapul.  Az eredeti cikk szerkesztőit annak laptörténete sorolja fel. Ez a jelzés csupán a megfogalmazás eredetét és a szerzői jogokat jelzi, nem szolgál a cikkben szereplő információk forrásmegjelöléseként.